# アジュール

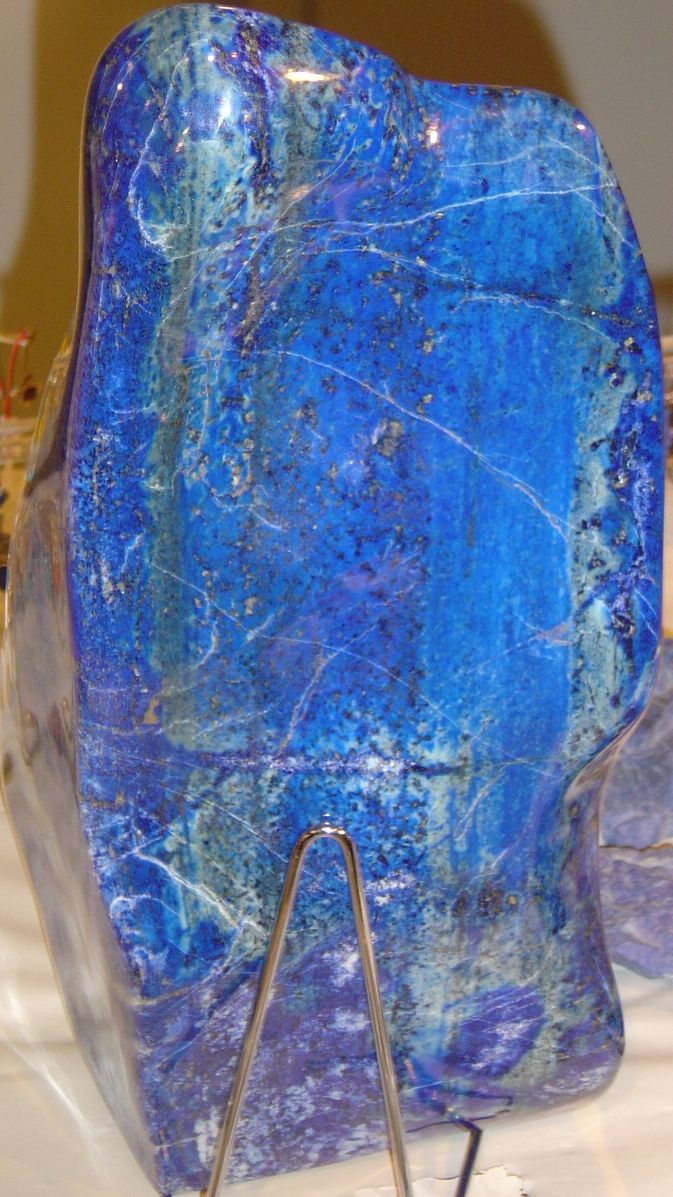
ラピスラズリ

アジュール（仏: azur）は、色の1つで、青系統の色を表す。アズーウ（葡: azul)、アスール（西: azul)、アッズーロ（伊: azzurro)、アジュア（英: azure）などとも言う。アジュールブルーも同じ意味である。

## 語源

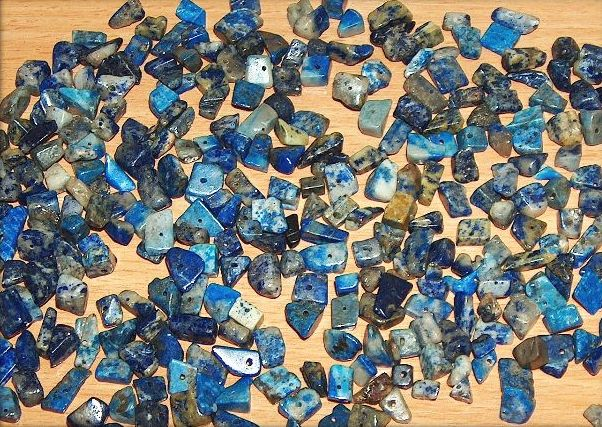
さまざまな色のラピスラズリ

ペルシャ語のلاژورد (lazhward) が語源である。この語は本来は現在のトルキスタンにある地名だったが、その地で産出する青色の宝石のラピスラズリを意味するようになり、さらに色名になった。
なおラピスラズリ (lapis lazuli) は、ラテン語で「lazhwardの石 (lapis)」という意味である。

## アジュールが表す色
最も広義には青系統の色全般を表すが、基本的には、明るく鮮やかな青を表す。海の色、空の色と表現されることも多い。
典型的には、色相環上で青とシアンの中間の純色である。赤と黄色の中間のオレンジ色の補色にあたる。
X Window SystemのX11 color names（一部のブラウザのHTML色指定も対応）のアジュール (azure) は、極めて淡い青色である。
紋章学上のアジュールは、基本色名の青に相当し、青系統の色全般を表す。藍色、紺色などの暗い青も含まれる。
語源に従い「ラピスラズリの色」と表現されることもある。なお、文字どおり「ラピスラズリの色」を意味する色名に瑠璃色がある。また、ラピスラズリを粉末にした顔料である群青の色は群青色である。
暗青〜暗青緑を意味する「紺碧」と訳されることがある。海の色を表しているときに多い。

## アジュールに関係した言葉
- アズリン (azurine) - Blue roach。青い淡水魚。
- アズレン (azulene) - 染料に使われる暗青色の化学物質。
- アズライト (azurite) - 深青色の鉱石、およびそれを粉末にした顔料。ラピスラズリの主成分のラズライトとは無関係だが、群青の代用に使われた。
- コート・ダジュール (Côte d'Azur) - 「アジュール海岸」の意味。フランスの地中海岸。フランスではしばしば、地中海の色をアジュールと表現する。
- ルリミツユビカワセミ (Azure kingfisher) - 鮮やかな青色の鳥。和名の「ルリ」は瑠璃色の意味。
- アズーリ(Azzurri) - サッカーイタリア代表などのイタリアのナショナルチームの通称。ユニフォームの色から。

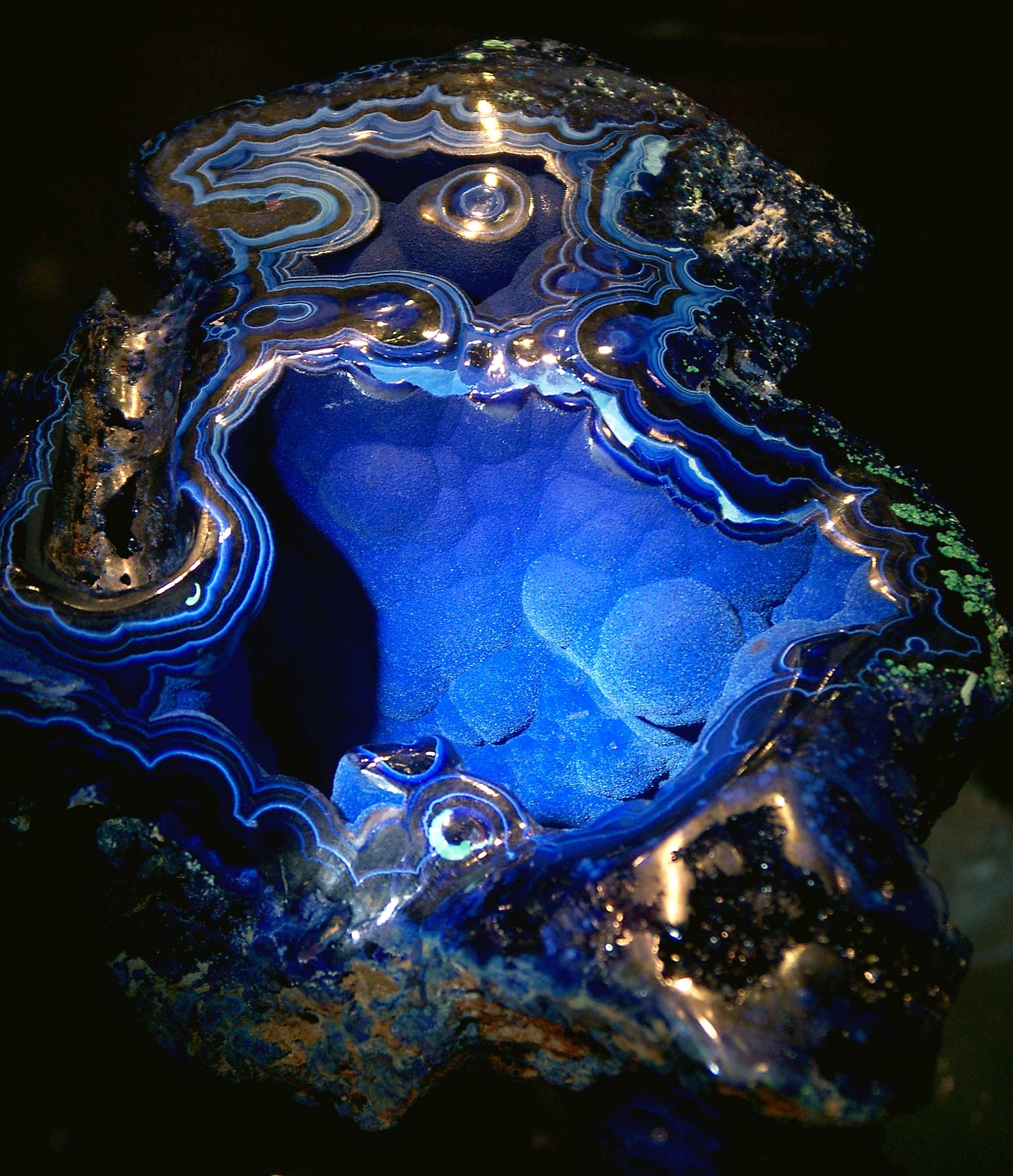
アズライト
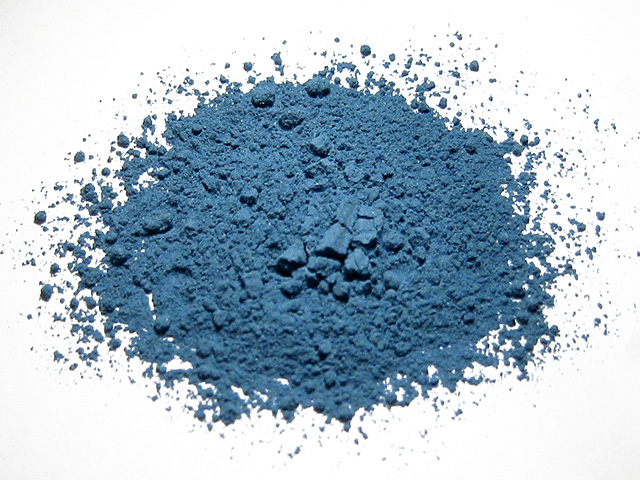
アズライト（顔料）
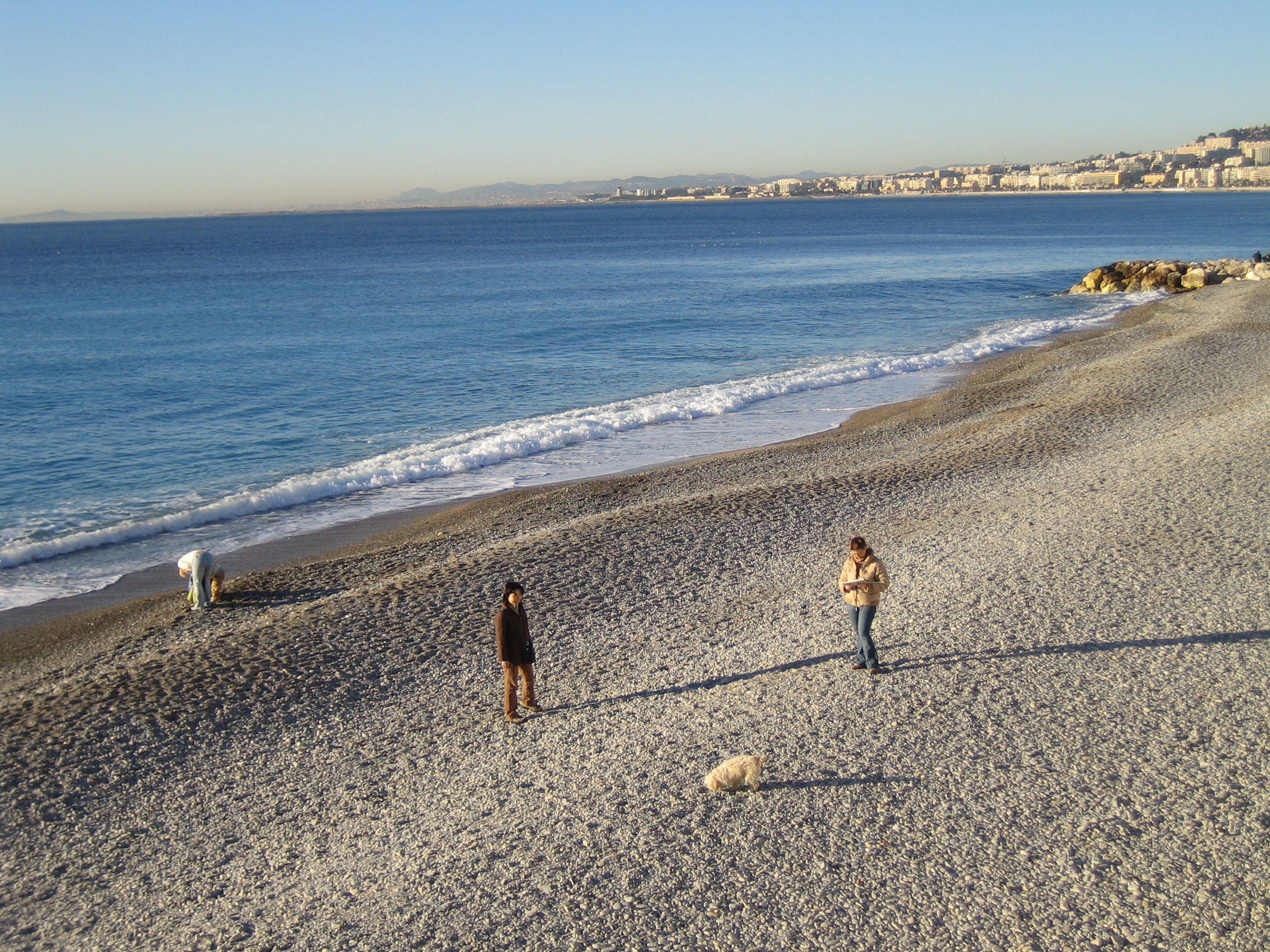
コート・ダジュール（ニース）
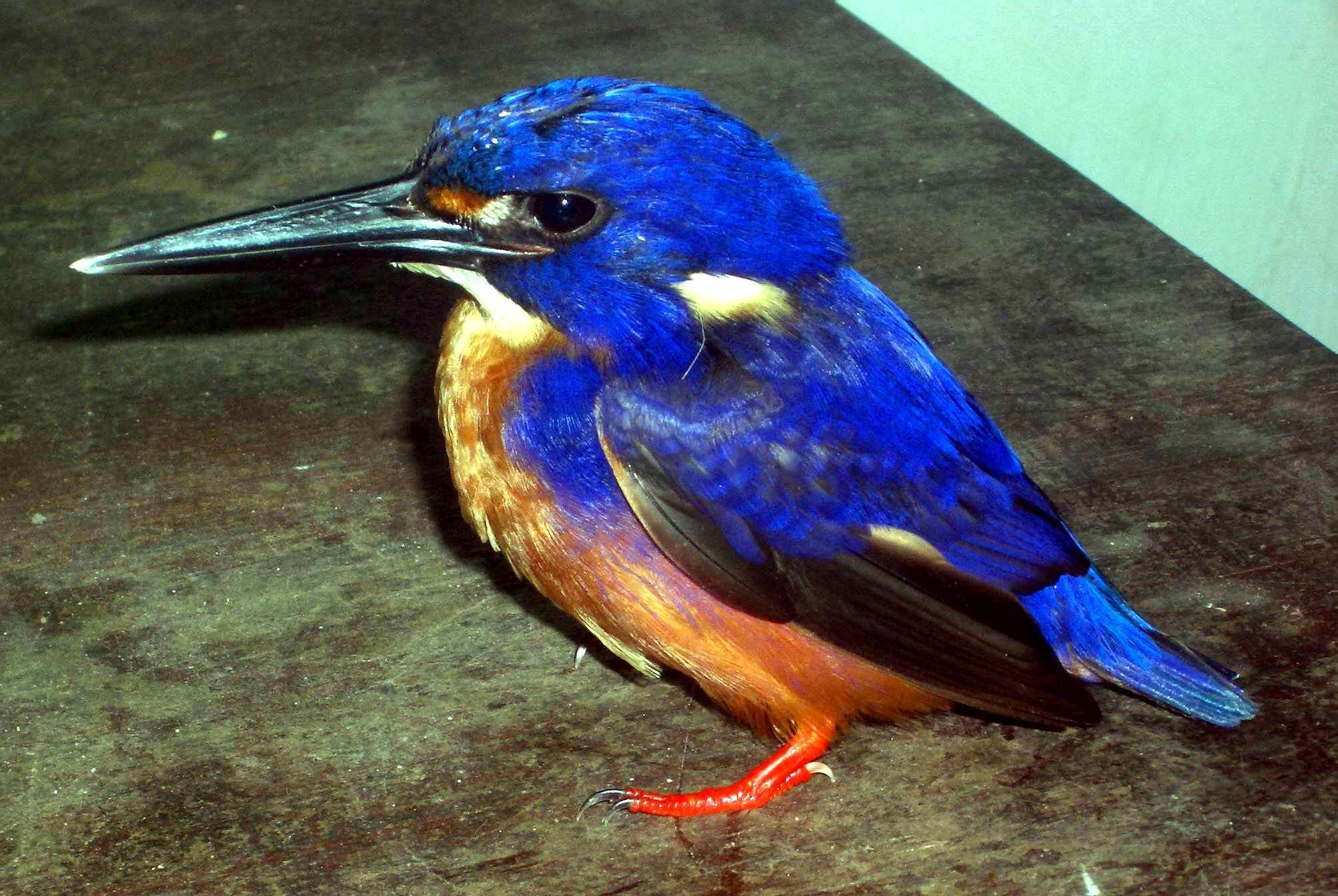
ルリミツユビカワセミ

## 類似色
- 青
- シアン
- 水色
- 空色
- 瑠璃色（ラピスラズリ）
- 群青色（ウルトラマリン）
- 藍色
- 碧色
- 紺碧